# جدایی کشاورز و سرباز
جدایی کشاورز و سرباز (به ژاپنی: 兵農分離 へいのうぶんり) یکی از اصطلاحات در تاریخ ژاپن و به سیاست تفکیک طبقه سامورایی و سایر طبقات ارتقا یافته از دوره سنگوکو تا دوره ادو اشاره دارد. در دوره ادو، در حالی که شوگون مسئولیت امور ملی را بر عهده داشت، به وضوح سامورایی را از سایر طبقات متمایز می‌کرد و سیستمی را پایه‌گذاری می‌کرد که سامورایی‌ها در راس آن قرار بگیرند.
در پایان دوره سنگوکو، بهره‌وری کشاورزی افزایش یافت و مواد غذایی به کسانی که در تولید شرکت نداشتند مانند آشیگارو‌ها نیز توزیع شد. به دلیل نیاز به نگه داشتن، نیروهایی آشیگارو همچنان در استخدام نگه داشتن آنان ادامه داشت و لازم دیده شد که آنان به شغل دیگر خود که کشاورزی در روستا بود بازنگردند. علاوه بر این، اگر سامورایی‌هایی که در روستا زندگی می‌کردند از شرکت مستقیم در امور کشاورزی جدا شده و در قلعه جمع می‌شدند تا سربازان حرفه ای تمام وقت شوند، زمان لازم برای جمع شدن سربازان را کوتاه کرده و مشکل اعزام نیروها در فصل کشاورزی حل می‌شد. علاوه بر این، کیفیت سربازان و زره‌ها بهبود پیدا می‌کرد. برای متمرکز کردن قدرت در دست دایمیو قانون شکار شمشیر توسط تویوتومی هیده‌یوشی به وجود آمد و حق داشتن و حمل شمشیر از کشاورزان سلب شد.